# Hans Kumlien
Hans Ludvig Christopher Kumlien, född 14 maj 1941 i Stockholm, är en svensk skådespelare, regissör och dramaturg.

## Biografi
Hans Kumlien är verksam som regissör/skådespelare, dramatisör och översättare. Han är gift med skådespelerskan Åsa Norman Kumlien och de har tillsammans dottern Emma Kumlien som är dansare och musikalartist. Han är son till professorn Kjell Kumlien och bror till professorn Mats Kumlien. 
Kumlien är utbildad vid Stockholms sångklasser (nuvarande Adolf Fredriks Musikklasser), sångstudier för Käthe Sundström och Calle Flygare Teaterskola. Han är filosofie magister i teaterhistoria, konsthistoria och litteraturhistoria vid Stockholms Universitet. Han har studerat dramaturgi och regi vid Dramatiska Institutet och Operahögskolan. Kumlien är medlem i Dramtikerförbundet (Writers Guild of Sweden).
Han har bland annat jobbat som skådespelare vid Stockholms Stadsteater, Komediteatern och Uppsala Stadsteater. Som regissör har han varit verksam vid Stockholm Stadsteater, Riksteatern och Komediteatern. Kumlien dramatiserade den första teateruppsättningen av Gunilla Bergströms böcker om Alfons Åberg (”Aja baja Alfons Åberg” 1979, Riksteatern). Han har även dramatiserat fler av Dorothy Parkers noveller för bland annat Stockholm Stadsteater och Riksteatern.

## Teater

### Regi
| År   | Produktion        | Upphovsmän      | Teater      |
| ---- | ----------------- | --------------- | ----------- |
| 1980 | Monstret i skåpet | Viveca Sundvall | Riksteatern |